# Linum
Pour les articles homonymes, voir Lin.
Genre
Classification phylogénétique
Linum (les lins) est un genre de plantes à fleurs dicotylédones de la famille des Linaceae. 
Ce genre compte près de 200 espèces présentes surtout dans les régions tempérées et subtropicales de l'hémisphère nord.
Ce sont des plantes herbacées à tiges fibreuses, à feuilles simples, aux fleurs à 5 pétales.

## Principales espèces
- Linum alpinum Jacq. - lin des Alpes
- Linum austriacum L. - lin d'Autriche
- Linum bienne Mill. - lin bisannuel
- Linum campanulatum L. - lin campanulé
- Linum catharticum L. - lin purgatif
- Linum corymbiferum Desf.
- Linum corymbulosum Rchb.
- Linum grandiflorum Desf.
- Linum flavum L. - Lin jaune
- Linum hirsutum L. - lin hirsute
- Linum leonii F.W.Schultz
- Linum maritimum L. - Lin maritime
- Linum narbonense L. - lin de Narbonne
- Linum nodiflorum L.
- Linum ockendonii Greuter & Burdet
- Linum perenne L. - lin vivace
- Linum pubescens Banks & Sol.
- Linum strictum L. - lin dressé
- Linum suffruticosum L. - lin sous-arbrisseau
- Linum tenuifolium L. - lin à feuilles étroites
- Linum trigynum L. - lin de France ou lin à trois styles
- Linum usitatissimum L. - lin cultivé dont on peut obtenir l'huile de lin
- Linum viscosum L. - lin visqueux

## Liste d'espèces
Selon Catalogue of Life (13 avril 2016) :
- Linum acuticarpum C.M. Rogers
- Linum adustum E. Mey. ex Planch.
- Linum aethiopicum Thunb.
- Linum africanum L.
- Linum alatum (Small) H.J.P.Winkl.
- Linum album Ky. ex Boiss.
- Linum allredii Sivinski & M.O.Howard
- Linum alpinum
- Linum altaicum
- Linum amurense Alef.
- Linum arboreum L.
- Linum arenicola (Small) H. Winkler
- Linum aretioides Boiss.
- Linum aristatum Engelm.
- Linum aroanium Boiss. & Orph.
- Linum australe A. A. Heller
- Linum austriacum
- Linum bahamense Northr.
- Linum berlandieri Hook.
- Linum bessarabicum (Savul. & Rayss) Klok. ex Juz.
- Linum betsiliense Baker
- Linum bienne Miller
- Linum boissieri Aschers. & Sint. ex Boiss.
- Linum brachypetalum O. Schwartz
- Linum brevifolium A. St.-Hil. & Naud.
- Linum brevisepalum Juz.
- Linum brevistylum C.M. Rogers
- Linum burkartii Mildner
- Linum caespitosum Sibth. & Sm.
- Linum campanulatum L.
- Linum capitatum
- Linum cariense Boiss.
- Linum carneum A. St.-Hil.
- Linum carnosulum Boiss.
- Linum carteri Small
- Linum catharticum
- Linum chaborasicum Mout.
- Linum chamissonis Schiede
- Linum ciliatum Hayek
- Linum compactum A. Nelson
- Linum comptonii C.M. Rogers
- Linum corymbiferum
- Linum corymbulosum Rchb.
- Linum cratericolum Eliasson
- Linum cremnophilum I.M. Johnst.
- Linum cruciatum Planch.
- Linum cubense J. Bisse
- Linum decumbens Desf.
- Linum densiflorum Davis
- Linum doerfleri Rech. fil.
- Linum dolomiticum borb.
- Linum elegans Boiss.
- Linum elongatum (Small) Winkl.
- Linum emirnense Boj.
- Linum empetrifolium (Schott & Ky. ex Boiss.) Davis
- Linum erigeroides A. St.-Hil.
- Linum ertugrulii Tugay, Bagci & Uysal
- Linum esterhuysenae C.M. Rogers
- Linum extraaxillare Kit.
- Linum filiforme Urb.
- Linum flagellare (Small) H. Winkler
- Linum flavum
- Linum floridanum (Planch.) Trel.
- Linum glaucum Boiss. & Noe
- Linum goulimyi Rech. fil.
- Linum gracile Sm. ex Planch.
- Linum grandiflorum Desf.
- Linum guatemalense Benth.
- Linum gyaricum
- Linum gypsogenium G.L. Nesom
- Linum harlingii Eliasson
- Linum hellenicum latrou
- Linum heterosepalum Regel
- Linum heterostylum C.M. Rogers
- Linum hirsutum
- Linum hologynum Rchb.
- Linum hudsonioides Planch.
- Linum hypericifolium Salisb.
- Linum imbricatum (Raf.) Shinners
- Linum intercursum E. P. Bicknell
- Linum iranicum Hausskn. ex Bornm.
- Linum junceum A. St.-Hil.
- Linum katiae Peruzzi
- Linum kaynakiae Yilmaz
- Linum keniense T. C. E. Fries
- Linum kingii S. Wats.
- Linum komarovii
- Linum lasiocarpum Rose
- Linum leonii F. W. Schultz
- Linum leucanthum Boiss. & Spruner
- Linum lewisii Pursh
- Linum littorale A. St.-Hil.
- Linum longipes Rose
- Linum lundellii C.M. Rogers
- Linum macraei Benth.
- Linum macrocarpum C. M. Rogers
- Linum macrorhizum Juz.
- Linum marginale A. Cunningham
- Linum maritimum
- Linum marojejyense (Humbert) C.M. Rogers
- Linum mcvaughii C.M. Rogers
- Linum medium
- Linum meletonis Hand.-Mazz.
- Linum mexicanum Kunth
- Linum modestum C. M. Rogers
- Linum monogynum Forst. fil.
- Linum mucronatum
- Linum mysorense Heyne ex Wall.
- Linum narbonense L.
- Linum nelsonii Rose
- Linum neomexicanum Greene
- Linum nervosum
- Linum nodiflorum L.
- Linum numidicum Murb.
- Linum nutans Maxim.
- Linum obtusatum (Boiss.) Stapf
- Linum ockendonii Greuter & Burdet
- Linum olgae Juz.
- Linum olympicum
- Linum orizabae Planch.
- Linum pallasianum
- Linum pallescens Bunge
- Linum pamphylicum
- Linum perenne L.
- Linum persicum Boiss.
- Linum peyronii Post
- Linum phitosianum D. Christodoulakis & G. Iatrou
- Linum polygaloides Planch.
- Linum pratense (J.B.S. Norton) Small
- Linum pringlei S. Wats.
- Linum prostratum Domb. ex Lam.
- Linum puberulum (Engelm.) Heller
- Linum pubescens
- Linum punctatum
- Linum pungens Planch.
- Linum quadrifolium L.
- Linum ramosissimum C. Gay
- Linum rigidum Pursh
- Linum rupestre (Gray) Engelm.
- Linum rzedowskii M. de la L. Arreguín-Sánchez
- Linum scabrellum Planch.
- Linum schiedeanum Cham. & Schlecht.
- Linum scoparium Griseb.
- Linum seljukorum
- Linum setaceum Brot.
- Linum silpii Gomb.
- Linum smithii Mildner
- Linum stelleroides Planch.
- Linum stocksianum Boiss.
- Linum striatum Walt.
- Linum strictum L.
- Linum subbiflorum Juz.
- Linum subteres (Trel.) Winkl.
- Linum suffruticosum
- Linum sulcatum Riddell
- Linum tauricum
- Linum tenellum Cham. & Schlecht.
- Linum tenue
- Linum tenuifolium L.
- Linum thesioides Bartl.
- Linum thracicum
- Linum thunbergii Eckl. & Zeyh.
- Linum tmoleum Boiss.
- Linum toxicum Boiss.
- Linum triflorum Davis
- Linum trigynum L.
- Linum turcomanicum Juz.
- Linum ucranicum Czern. ex Gruner
- Linum unguiculatum Davis
- Linum uninerve (Rchb.) Jáv.
- Linum usitatissimum L.
- Linum vanense Aznav.
- Linum velutinum Steud. ex Planchon
- Linum vernale Woot.
- Linum villarianum Pau
- Linum villosum C.M. Rogers
- Linum violascens Bunge
- Linum virginianum L.
- Linum virgultorum Planch.
- Linum viscosum L.
- Linum volkensii Engl.
- Linum vuralianum Yilmaz & Kaynak
- Linum westii C. M. Rogers

Selon ITIS (13 avril 2016) :
- Linum alatum (Small) H.J.P. Winkl.
- Linum arenicola (Small) H.J.P. Winkl.
- Linum aristatum Engelm.
- Linum australe A. Heller
- Linum austriacum L.
- Linum berlandieri Hook.
- Linum bienne Mill.
- Linum carteri Small
- Linum catharticum L.
- Linum compactum A. Nelson
- Linum elongatum (Small) H.J.P. Winkl.
- Linum floridanum (Planch.) Trel.
- Linum grandiflorum Desf.
- Linum hudsonioides Planch.
- Linum imbricatum (Raf.) Shinners
- Linum intercursum E.P. Bicknell
- Linum kingii S. Watson
- Linum lewisii Pursh
- Linum lundellii C.M. Rogers
- Linum macrocarpum C.M. Rogers
- Linum medium (Planch.) Britton
- Linum narbonense L.
- Linum neomexicanum Greene
- Linum perenne L.
- Linum pratense (Norton) Small
- Linum puberulum (Engelm.) A. Heller
- Linum rigidum Pursh
- Linum rupestre (A. Gray) Engelm. ex A. Gray
- Linum schiedeanum Schltdl. & Cham.
- Linum striatum Walter
- Linum subteres (Trel.) H.J.P. Winkl.
- Linum sulcatum Riddell
- Linum trigynum L.
- Linum usitatissimum L.
- Linum vernale Wooton
- Linum virginianum L.
- Linum westii C.M. Rogers

## Liste des espèces, sous-espèces et variétés
Selon NCBI (13 avril 2016) :
- Linum africanum
- Linum album
- Linum alpinum
- Linum altaicum
- Linum arboreum
- Linum austriacum
- Linum berlandieri
- Linum bienne
- Linum campanulatum
- Linum catharticum
- Linum comptonii
- Linum corymbulosum
- Linum decumbens
- Linum esterhuysenae
- Linum flavum
- Linum gracile
- Linum grandiflorum
- Linum hirsutum
  - sous-espèce Linum hirsutum subsp. hirsutum
- Linum hypericifolium
- Linum kingii
- Linum komarovii
- Linum leonii
- Linum lewisii
  - variété Linum lewisii var. lewisii
- Linum littorale
- Linum macraei
  - sous-espèce Linum macraei subsp. macraei
- Linum marginale
- Linum maritimum
- Linum medium
- Linum mesostylum
- Linum monogynum
  - sous-espèce Linum monogynum subsp. monogynum
  - variété Linum monogynum var. chathamicum
- Linum mucronatum
- Linum narbonense
- Linum neomexicanum
- Linum nervosum
- Linum nodiflorum
- Linum oligophyllum
- Linum pallescens
- Linum perenne
- Linum pratense
- Linum prostratum
  - variété Linum prostratum var. parvum
- Linum pubescens
- Linum rupestre
- Linum setaceum
- Linum stelleroides
- Linum striatum
- Linum strictum
  - sous-espèce Linum strictum subsp. strictum
- Linum suffruticosum
- Linum sulcatum
- Linum tenue
- Linum tenuifolium
- Linum trigynum
- Linum usitatissimum
- Linum vernale
- Linum viscosum
- Linum volkensii

Selon The Plant List (13 avril 2016) :
- Linum acuticarpum C.M. Rogers
- Linum adustum E. Mey. Ex Planch.
- Linum aethiopicum Thunb.
- Linum africanum L.
- Linum alatum (Small) H.J.P. Winkl.
- Linum alpinum Jacq.
- Linum altaicum Ledeb. ex Juz.
- Linum amurense Alef.
- Linum arboreum L.
- Linum arenicola (Small) H.J.P. Winkl.
- Linum aristatum Engelm.
- Linum aroanium Boiss. & Orph.
- Linum australe A. Heller
- Linum austriacum L.
- Linum bahamense Northr.
- Linum baicalense Juz.
- Linum berlandieri Hook.
- Linum betsiliense Baker
- Linum bienne Mill.
- Linum bootii Planch.
- Linum brevifolium A. St.-Hil. & Naudin
- Linum brevistylum C.M. Rogers
- Linum burkartii Mildner
- Linum campanulatum L.
- Linum capitatum Kit. ex Schult.
- Linum carneum A. St.-Hil.
- Linum carteri Small
- Linum catharticum L.
- Linum chamissonis Schiede
- Linum compactum A. Nelson
- Linum comptonii C.M. Rogers
- Linum corymbulosum Rchb.
- Linum cratericola Eliasson
- Linum cremnophilum I.M. Johnst.
- Linum cruciatum Planch.
- Linum decumbens Desf.
- Linum densiflorum P.H.Davis
- Linum dolomiticum Borbás
- Linum elegans Spruner ex Boiss.
- Linum elongatum (Small) H.J.P. Winkl.
- Linum emirnense Bojer
- Linum erigeroides A. St.-Hil.
- Linum ertugrulii Tugay, Bağcı & Uysal
- Linum esterhuysenae C.M. Rogers
- Linum extraaxillare Kit.
- Linum filiforme Urb.
- Linum flagellare (Small) H.J.P. Winkl.
- Linum flavum L.
- Linum floridanum (Planch.) Trel.
- Linum gracile Planch.
- Linum grandiflorum Desf.
- Linum guatemalense Benth.
- Linum gypsogenium G.L. Nesom
- Linum harlingii Eliasson
- Linum heterosepalum Regel
- Linum heterostylum C.M. Rogers
- Linum hirsutum L.
- Linum hologynum Rchb.
- Linum hudsonioides Planch.
- Linum hypericifolium Salisb.
- Linum imbricatum (Raf.) Shinners
- Linum intercursum E.P. Bicknell
- Linum junceum A. St.-Hil.
- Linum keniense T.C.E. Fr.
- Linum kingii S. Watson
- Linum komarovii Juz.
- Linum lasiocarpum Rose
- Linum leonii F.W.Schultz
- Linum leucanthum Boiss. & Spruner
- Linum lewisii Pursh
- Linum linearifolium Jáv.
- Linum littorale A. St.-Hil.
- Linum longipes Rose
- Linum lundellii C.M. Rogers
- Linum macrocarpum C.M. Rogers
- Linum macrorhizum Juz.
- Linum maritimum L.
- Linum marojejyense (Humbert) C.M. Rogers
- Linum mcvaughii C.M. Rogers
- Linum medium (Planch.) Britton
- Linum mexicanum Kunth
- Linum modestum C.M. Rogers
- Linum mucronatum Bertol.
- Linum narbonense L.
- Linum nelsonii Rose
- Linum neomexicanum Greene
- Linum nervosum Waldst. & Kit.
- Linum nodiflorum L.
- Linum olgae Juz.
- Linum orizabae Planch.
- Linum pallasianum Schult.
- Linum pallescens Bunge
- Linum perenne L.
- Linum polygaloides Planch.
- Linum pratense (Norton) Small
- Linum pringlei S. Watson
- Linum prostratum Dombey ex Lam.
- Linum puberulum (Engelm.) A. Heller
- Linum pubescens Banks & Sol.
- Linum punctatum C.Presl
- Linum pungens Planch.
- Linum quadrifolium L.
- Linum ramosissimum Gay
- Linum rigidum Pursh
- Linum rupestre (A. Gray) Engelm. ex A. Gray
- Linum rzedowskii Arreguín
- Linum scabrellum Planch.
- Linum schiedeanum Schltdl. & Cham.
- Linum scoparium Griseb.
- Linum seljukorum P.H.Davis
- Linum setaceum Brot.
- Linum smithii Mildner
- Linum stelleroides Planch.
- Linum striatum Walter
- Linum strictum L.
- Linum subbiflorum Juz.
- Linum subteres (Trel.) H.J.P. Winkl.
- Linum suffruticosum L.
- Linum sulcatum Riddell
- Linum tauricum Willd.
- Linum tenellum Schltdl. & Cham.
- Linum tenue Desf.
- Linum tenuifolium L.
- Linum thesioides Bartl.
- Linum thracicum Degen
- Linum thunbergii Eckl. & Zeyh.
- Linum trigynum L.
- Linum turcomanicum Juz.
- Linum ucranicum (Griseb. ex Planch.) Czern.
- Linum uninerve (Rochel) Jáv.
- Linum usitatissimum L.
- Linum vernale Wooton
- Linum verruciferum Azn.
- Linum villosum C.M. Rogers
- Linum violascens Bunge
- Linum virginianum L.
- Linum virgultorum Boiss. & Heldr. ex Planch.
- Linum viscosum L.
- Linum volkensii Engl.
- Linum vuralianum Yılmaz & Kaynak
- Linum westii C.M. Rogers

Selon Tropicos (13 avril 2016) (Attention liste brute contenant possiblement des synonymes) :
- Linum acuticarpum C.M. Rogers
- Linum adenophyllum A. Gray
- Linum adustum E. Mey. ex Planch.
- Linum aethiopicum Thunb.
- Linum africanum L.
- Linum alatum (Small) H.J.P. Winkl.
- Linum album Boiss.
- Linum alexeenkoanum E. Wulff
- Linum allredii Sivinski & M.O. Howard
- Linum alpinum Jacq.
- Linum altaicum Ledeb. ex Juz.
- Linum amurense Alef.
- Linum anatolicum Boiss.
- Linum andicolum Krause
- Linum anglicum Mill.
- Linum angustifolium Huds.
- Linum annuum Nees
- Linum aquilinum Molina
- Linum arboreum L.
- Linum arenicola (Small) H.J.P. Winkl.
- Linum aristatum Engelm.
- Linum arkansanum Osterh.
- Linum armenum Galushko
- Linum aroanium Boiss. & Orph.
- Linum arounicum Boiss. & Orph.
- Linum atricalyx Juz.
- Linum aucheri Planch.
- Linum australe A. Heller
- Linum austriacum L.
- Linum babingtonii Planch.
- Linum bahamense Northr.
- Linum baicalense Juz.
- Linum barsegjanii Gabrieljan & Dittrich
- Linum bassarabicum Klok. ex Juz.
- Linum berlandieri Hook.
- Linum betsiliense Baker
- Linum bicarpellatum H. Sharsm.
- Linum bienne Mill.
- Linum bootii Planch.
- Linum boreale Juz.
- Linum bracei (Small) H.J.P. Winkl.
- Linum brevifolium A. St.-Hil. & Naudin
- Linum brevisepalum Juz.
- Linum brevistylum C.M. Rogers
- Linum breweri A. Gray
- Linum burkartii Mildner
- Linum bursapastoris Gomb.
- Linum caespitosum Sibth. & Sm.
- Linum californicum Benth.
- Linum capense Houtt.
- Linum capitatum Kit. ex Schultes
- Linum cariense Boiss.
- Linum carneum A. St.-Hil.
- Linum carteri Small
- Linum cassium Rech. f.
- Linum catharticum L.
- Linum chamissonis Schiede
- Linum cicanobum Buch.-Ham. ex D. Don
- Linum clevelandii Greene
- Linum coahuilense C.M. Rogers
- Linum compactum A. Nelson
- Linum comptonii C.M. Rogers
- Linum congestum A. Gray
- Linum corallicola (Small) H.J.P. Winkl.
- Linum corymbulosum Rchb.
- Linum coulterianum Planch.
- Linum cratericola Eliasson
- Linum cremnophilum I.M. Johnst.
- Linum crepitans Dumort.
- Linum cruciatum Planch.
- Linum cubense Bisse
- Linum curtissii Small
- Linum czerniaevii Klokov
- Linum decumbens Desf.
- Linum decurrens Kellogg
- Linum diffusum (Alph. Wood) Alph. Wood
- Linum digynum A. Gray
- Linum drymarioides Curran
- Linum earlei (Small) H.J.P. Winkl.
- Linum elegans Spruner ex Boiss.
- Linum elongatum (Small) H.J.P. Winkl.
- Linum emirnense Bojer
- Linum erigeroides A. St.-Hil.
- Linum esterhuysenae C.M. Rogers
- Linum euxinum Juz.
- Linum extraaxillare Kit.
- Linum filiforme Urb.
- Linum flagellare (Small) H.J.P. Winkl.
- Linum flavum L.
- Linum floridanum (Planch.) Trel.
- Linum formosum Urb.
- Linum gallicum L.
- Linum goulimyi Rech. f.
- Linum gracile Planch.
- Linum gracilentum M.E. Jones
- Linum grandiflorum Desf.
- Linum greggii Engelm.
- Linum guatemalense Benth.
- Linum gyaricum Vierh.
- Linum gypsogenium G.L. Nesom
- Linum harlingii Eliasson
- Linum harperi Small
- Linum hellenicum Iatroú
- Linum heterosepalum Regel
- Linum heterostylum C.M. Rogers
- Linum hirsutum L.
- Linum hologynum Rchb.
- Linum holstii R. Wilczek
- Linum hudsonioides Planch.
- Linum humile Mill.
- Linum hypericifolium C. Presl
- Linum imbricatum (Raf.) Shinners
- Linum intercursum E.P. Bicknell
- Linum jailicola Juz.
- Linum jamaicense (Small) Fawc. & Rendle
- Linum julicum Hayek
- Linum junceum A. St.-Hil.
- Linum juniperifolium Eckl. & Zeyh.
- Linum karoi J. Freyn
- Linum keniense T.C.E. Fr.
- Linum kingii S. Watson
- Linum komarovii Juz.
- Linum lanuginosum Juz.
- Linum lasiocarpum Rose
- Linum lecheoides S. Watson
- Linum leonii F.W. Schultz
- Linum lepagei B. Boivin
- Linum leptopoda A. Nelson
- Linum lewisii Pursh
- Linum liburnicum auct.
- Linum lignosum (Small) H.J.P. Winkl.
- Linum linearifolium Jáv.
- Linum littorale A. St.-Hil.
- Linum longipes Rose
- Linum lundellii C.M. Rogers
- Linum luteolum M. Bieb.
- Linum lyallanum Alef.
- Linum macradenium Brandegee
- Linum macraei Benth.
- Linum macrocarpum C.M. Rogers
- Linum macrorhizum Juz.
- Linum macrosepalum (Small) H.J.P. Winkl.
- Linum marginatum Poir.
- Linum maritimum L.
- Linum marojejyense (Humbert) C.M. Rogers
- Linum marschallianum Juz.
- Linum mcvaughii C.M. Rogers
- Linum medium (Planch.) Britton
- Linum mesostylum Juz.
- Linum mexicanum Kunth
- Linum micranthum A. Gray
- Linum milletii Senn. & Barrau
- Linum modestum C.M. Rogers
- Linum mucronatum Bertol.
- Linum muelleri (Small) H.J.P. Winkl.
- Linum multicaule Hook. ex Torr. & A. Gray
- Linum mycrophyllum Larrañaga
- Linum mysorense
- Linum mysurense generic Heyne
- Linum narbonense L.
- Linum nelsonii Rose
- Linum neomexicanum Greene
- Linum nervosum Waldst.
- Linum nodiflorum L.
- Linum nutans Maxim.
- Linum ockendonii Greuter & Burdet
- Linum olgae Juz.
- Linum oligophyllum Willd. ex Schult.
- Linum organense Gardner
- Linum orientale Boiss.
- Linum orizabae Planch.
- Linum pallasianum Schult.
- Linum pallescens Bunge
- Linum palustre Gardner
- Linum paposanum Phil.
- Linum parvum I.M. Johnst.
- Linum perenne L.
- Linum persicum Boiss.
- Linum phitosianum Christod. & Iatroú
- Linum polygaloides Planch.
- Linum pratense (Norton) Small
- Linum pringlei S. Watson
- Linum prostratum Dombey ex Lam.
- Linum puberulum (Engelm.) A. Heller
- Linum pubescens Banks & Sol.
- Linum pungens Planch.
- Linum pycnophyllum Boiss. & Heldr.
- Linum quadrifolium L.
- Linum radiola L.
- Linum ramosissimum Gay
- Linum repens Buch.-Ham. ex D. Don
- Linum rigidum Pursh
- Linum rochelianum Gand.
- Linum rupestre (A. Gray) Engelm. ex A. Gray
- Linum rzedowskii Arreguín
- Linum salsoloides Lam.
- Linum san-sabeanum Buckley
- Linum sanctum Small
- Linum saxosum Maguire & A.H. Holmgren
- Linum scabrellum Planch.
- Linum scabridum Steud. ex Boiss.
- Linum schiedeanum Schltdl. & Cham.
- Linum scoparium Griseb.
- Linum sedoides (Porter) H.J.P. Winkl.
- Linum selaginoides Lam.
- Linum seljukorum P.H. Davis
- Linum setaceum Brot.
- Linum sibiricum Bunge
- Linum simplex Alph. Wood
- Linum smithii Mildner
- Linum spergulinum A. Gray
- Linum spicatum Pers.
- Linum spinescens Lundell
- Linum squamulosum J. Rudolph
- Linum stelleroides Planch.
- Linum striatum Walter
- Linum strictum L.
- Linum subbiflorum Juz.
- Linum subteres (Trel.) H.J.P. Winkl.
- Linum suffruticosum L.
- Linum sulcatum Riddell
- Linum tauricum Willd.
- Linum tenellum Schltdl. & Cham.
- Linum tenue Desf.
- Linum tenuifolium L.
- Linum tetragynum Colebr.
- Linum thesioides Bartl.
- Linum thunbergii Eckl. & Zeyh.
- Linum trigynum L.
- Linum trinervium generic Heyne
- Linum trisepalum Kellogg
- Linum turcomanicum Juz.
- Linum ucranicum Czern.
- Linum uralense Juz.
- Linum usitatissimum L.
- Linum velutinum Steud. ex Planch.
- Linum vernale Wooton
- Linum villosum C.M. Rogers
- Linum violascens Bunge
- Linum virginianum L.
- Linum viscosum L.
- Linum volkensii Engl.
- Linum weberbaueri Krause
- Linum westii C.M. Rogers
- Linum wrightii (Small) H.J.P. Winkl.

Selon World Register of Marine Species (13 avril 2016) :
- Linum carteri Small, 1905
- Linum catharticum Linnaeus